# Boogschieten op de Aziatische Spelen 1978
Boogschieten was een onderdeel van de Aziatische Spelen 1978 in Bangkok, Thailand. Mannen en vrouwen konden individueel en in teams meedoen.

## Medaillewinnaars
| Onderdeel             | Goud                                           | Zilver                                      | Brons                                                |
| Mannen (individueel)  | Ichiro Shimamura                               | Yoshiro Miyata                              | Izumi Sato                                           |
| Mannen (team)         | JPN Ichiro Shimamura Izumi Sato Yoshiro Miyata | CHN Chi Changmin Hao Shengchi Wang Yuchun   | INA Donald Pandiangan Adjidji Adang Siddak Jubadjati |
| Vrouwen (individueel) | Kim Jin-Ho                                     | Yuriko Goto                                 | Kim Hyang-Mi                                         |
| Vrouwen (team)        | JPN Yuriko Goto Noriko Inoue Yoshiko Okazaki   | KOR Kim Jin-Ho Hwang Sook-Joo Oh Young-Sook | PRK Kim Hyang-Min Han Sun-Hi Jang Sun-Yung           |